# Stele di Stora Hammar

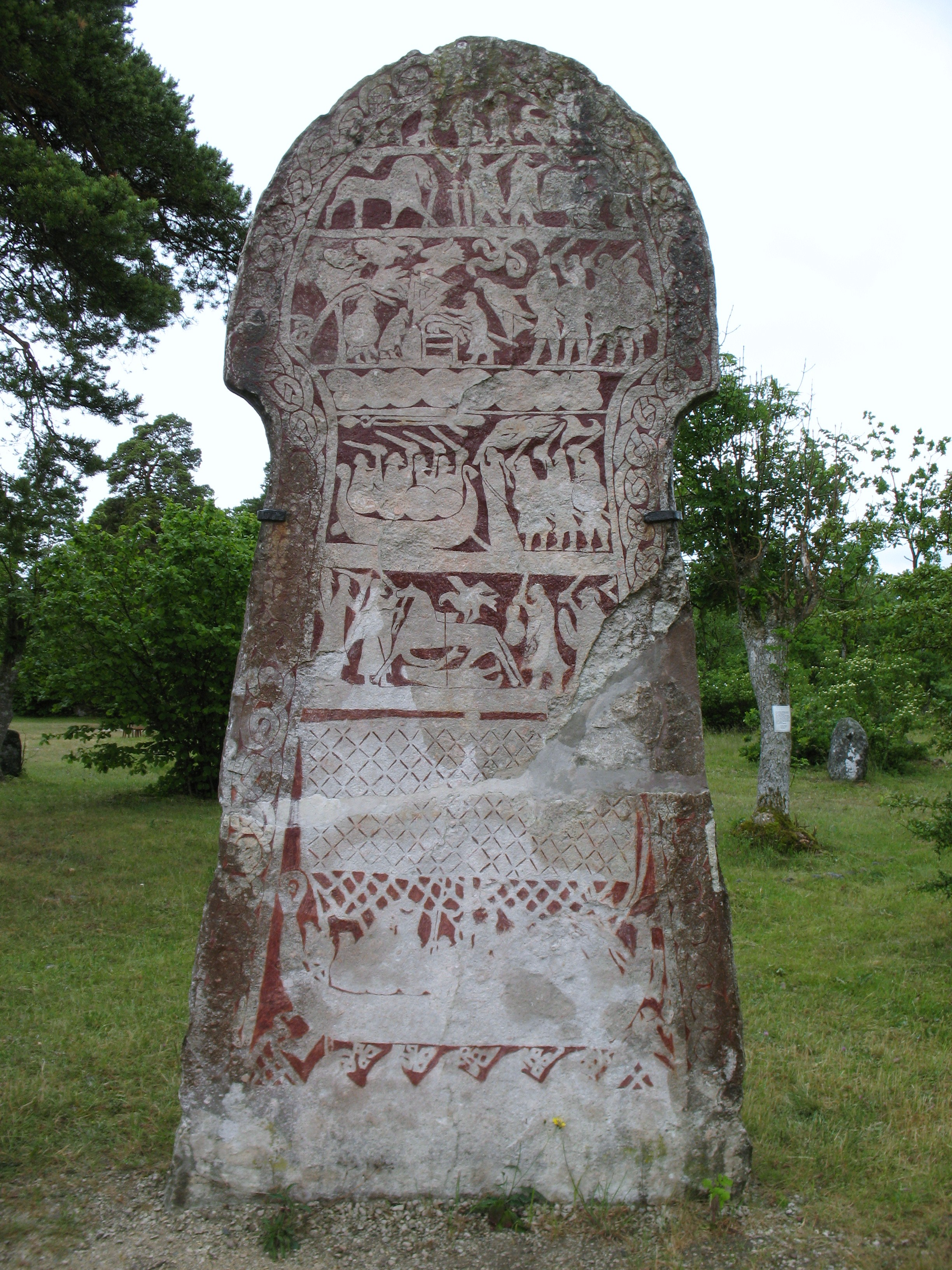
Stele di Stora Hammar

La stele di Stora Hammars è una pietra figurata dell'omonimo luogo in Gotland, Svezia.
Dipinta con scene mitologiche, religiose e marziali, possiede una scena di sacrificio umano con un Valknut sull'altare, ed un drakkar guidata da uomini armati. È stata interpretata come un'illustrazione della leggenda di Hildr.